# Justin Hinds
Justin Hinds (auch Justin Hines genannt; * 7. Mai 1942 in Steertown, Saint Ann Parish; † 16. März 2005) war einer der wichtigsten und erfolgreichsten Sänger der Musikszene Jamaikas während der 60er und 70er Jahre, also dem Zeitraum, als der Ska entstand und sich in den Rocksteady und später Reggae wandelte.

## Werdegang
Hinds wurde im Kirchspiel Saint Ann geboren, derselben Gegend, in der auch Bob Marley geboren wurde. Seine größten Erfolge feierte er mit seiner Background-Gesangstruppe The Dominoes. Diese bestand aus Dennis Sinclair und Junior Dixon. Bereits ihre erste Single Carry Go Bring Come aus dem Jahre 1963 sollte sich acht Wochen lang auf Platz eins der jamaikanischen Singlecharts halten. Weitere Hits aus der Ska-Ära sind: King Samuel, Botheration, Jump Out of the Frying Pan (alle 1964), The Ark, Peace and Love und Rub Up Push Up (alle 1965). Der Übergang zum Rocksteady in den Jahren 1966–67 brachte Hits mit sich wie The Higher the Monkey Climbs, No Good Rudy, On a Saturday Night, Once a Man sowie (im Jahr 1968) Here I Stand und Save a Bread. Als Aufnahmen des Early Reggae sind zu nennen: You Should Have Known Better, Cock Mouth Kill Cock und If It’s Love You Need.
1975 starb Duke Reid, der Produzent, mit dem Hinds alle seine bisherigen Aufnahmen gemacht hatte. 1976 veröffentlichte er mit dem Produzenten Jack Ruby auf dem Island-Label seine erste Langspielplatte Jezebel. Neben dem Song Fire enthält das Album Natty Take Over, der Teil des Soundtracks von Rockers wurde. Nach Just in Time (1978), einem zweiten Album für Ruby, schloss Hinds sich der Produzentin Sonia Pottinger an. Das Resultat war eine Reihe von Singles, darunter Wipe Your Weeping Eyes. 1984 erschien sein Album Travel with Love. Hier begleitete ihn die Rhythmusgruppe des einige Jahre zuvor verstorbenen Bob Marley. Die Aussicht auf eine vielleicht länger währende Zusammenarbeit wurde durch die Ermordung des Schlagzeugers Carlton Barrett kurze Zeit nach Fertigstellung der Platte zunichtegemacht. 1992 erschien Know Jah Better, dann wurde es einige Jahre still um Justin Hinds. Im neuen Jahrtausend meldete er sich mit zwei Livealben (Prophecy Live und Let’s Rock) zurück.
Als Songschreiber und Sänger war Hinds dem außerhalb Jamaikas viel bekannteren Bob Marley durchaus ebenbürtig. Charakteristisch sind für ihn simple, eingängige Melodien. Seine Texte haben meist einen religiösen Hintergrund und schöpfen aus der reichen jamaikanischen Tradition von Sprichwörtern und Redewendungen. Ihre Wirkung entfalten sie nicht zuletzt durch Hinds’ klare und doch ausdrucksstarke Stimme.
Justin Hinds verstarb im Alter von 62 Jahren am 16. März 2005 an Lungenkrebs.

## Familie
Justin Hinds war ein Cousin des Reggae-Sängers Horace „Andy“ Hinds.

## Diskografie (Auswahl)
- 1960er: From Jamaica with Reggae
- 1976: Jezebel
- 1978: Justin Time
- 1984: Travel with Love
- 1992: Know Jah Better
- 1997: Wingless Angels (Keith Richards, Justin Hinds)
- 1998: Peace & Love
- 2002: Let’s Rock Live